# Poste Arkansas
Pour les articles homonymes, voir Arkansas (homonymie).
Le Poste Arkansas fut un fort français situé dans le comté d'Arkansas dans l'État de l'Arkansas aux États-Unis. Ce lieu est aujourd'hui un Mémorial national américain.

## Histoire

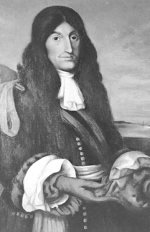
Henri de Tonti

Le Poste Arkansas est fondé en 1686 par Henri de Tonti sur le site d'un village amérindien de la tribu Quapaw, village nommé « Osotouy » près de l'endroit où la rivière Arkansas rejoint le fleuve Mississippi, non loin du Bayou Bartholomew. Il sert de premier foyer de peuplement le long du Mississippi à l'époque de la Nouvelle-France.
En 1721, le poste Arkansas est abandonné par ses 1 300 habitants (colons blancs et esclaves) après qu’un effort de développement de la vallée du Mississippi s’avéra infructueux. 
En 1763, lorsque la France, de Louis XV, cède le territoire de la Louisiane française à l’Espagne, les soldats français continuent de protéger le poste Arkansas.
En 1783, lors de la Guerre d'indépendance des États-Unis, les forces britanniques engagent leurs forces pour l’unique fois au-delà du Mississippi et prennent le contrôle du poste.
En 1803, lors de la vente de la Louisiane par Napoléon Ier aux États-Unis, le Poste Arkansas passe sous juridiction américaine.
Le Poste Arkansas devenu Arkansas Post devient la première capitale du Territoire de l'Arkansas (1819-1821).
Pendant la guerre civile américaine, le Poste Arkansas est un emplacement stratégique important, car il est au confluent du fleuve Mississippi et de la rivière Arkansas. En 1862, l’Armée des États confédérés construit un terrassement défensif massif connu sous le nom de fort Hindman, baptisé du nom du général confédéré Thomas C. Hindman. Il est situé sur un mont, 7,5 m au-dessus du niveau du fleuve, sur la rive nord, avec une vue de 1,5 km vers l’aval et l’amont. Il est conçu pour empêcher l’Armée de l'Union de monter vers Little Rock, et pour perturber le mouvement de l’Union sur le Mississippi. Les 9-11 janvier 1863, l’Armée de l'Union conduit un assaut sur la forteresse à l’aide d'amphibie soutenue par des canonnières à coques en fer. Le fort et les secteurs civils du Poste Arkansas sont détruits.

## Mémorial
L'Arkansas Post National Memorial est établi le 6 juillet 1960, il protège le site. Inscrit au Registre national des lieux historiques depuis le 15 octobre 1966, il est géré par le National Park Service.